# Charles Lennox, 4. Duke of Richmond

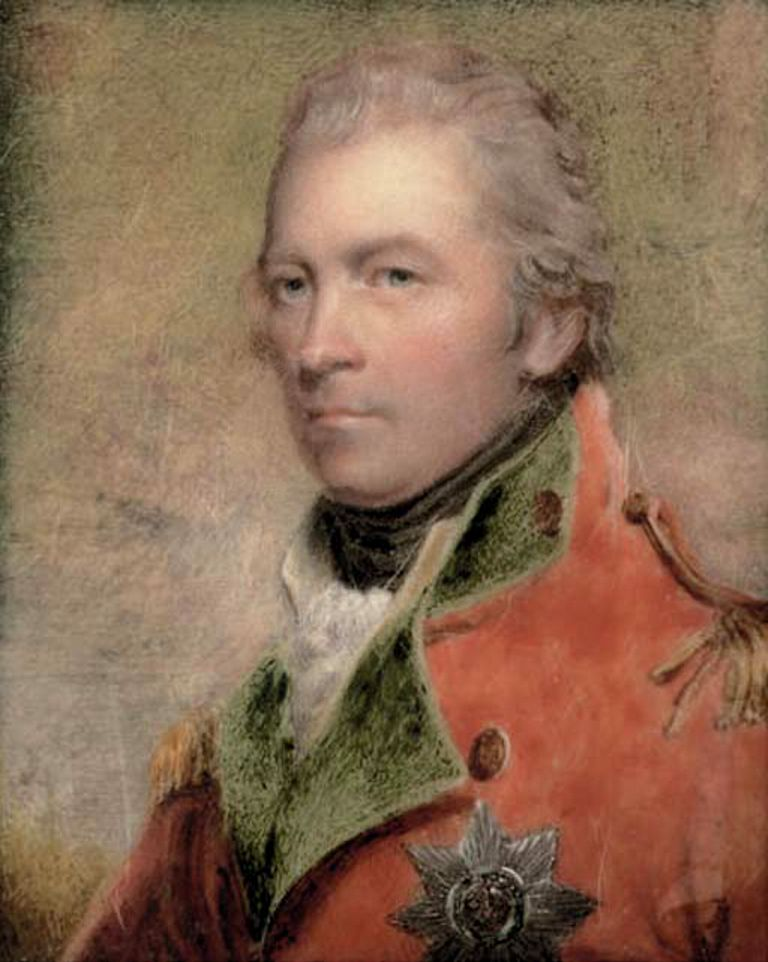
Charles Lennox, 4. Duke of Richmond

Charles Lennox, 4. Duke of Richmond KG (* 9. Dezember 1764; † 28. August 1819) war ein britischer Adliger, General und Politiker.

## Leben
Charles war der einzige Sohn von Lord George Henry Lennox (um 1738–1805) und dessen Gemahlin Louisa Kerr († 1830). Sein Vater war der jüngste Sohn des Charles Lennox, 2. Duke of Richmond (1701–1750).
1789 trat er in die British Army ein und erwarb den Rang eines Lieutenant-Colonel bei einem Infanterieregiment. Von 1795 bis 1798 war er Aide-de-camp für König Georg III. 1798 wurde er zum Major-General, 1805 zum Lieutenant-General und 1814 zum General befördert.
Von 1790 bis 1806 war er als Abgeordneter für Sussex Mitglied des House of Commons. Er schied aus dem House of Commons aus, als er 1806, beim Tod seines Onkels Charles Lennox, 3. Duke of Richmond, dessen Adelstitel als Duke of Richmond, Duke of Lennox und duc d’Aubigny erbte und dadurch Mitglied des House of Lords wurde.
Von April 1807 bis August 1813 war er Lord Lieutenant of Ireland. Er widersetzte sich allen Bestrebungen, zumindest einige der die irischen Katholiken diskriminierenden Gesetze zu lockern. 1812 ließ er Lord Bathurst, den  Kriegs- und Kolonialminister, wissen, er werde nur dann auf seinem Posten in Irland verbleiben, „wenn nichts für die Katholiken unternommen werde“. 1810 wurde er mit dem Hosenbandorden ausgezeichnet.
Während der „Hundert Tage“ Napoleons kommandierte er die Reserve der Alliierten, die Brüssel vor einem eventuellen französischen Angriff schützen sollte. Wie schon sein Großvater war er ein eifriger Förderer des Cricket-Sports.
1818 ging Lennox als Generalgouverneur nach Oberkanada. Dort starb er im folgenden Jahr an Tollwut nach einem Fuchsbiss.

## Ehe und Nachkommen
Er heiratete 1789 Lady Charlotte Gordon (1768–1842), eine Tochter von Alexander Gordon, 4. Duke of Gordon, mit der er folgende Kinder hatte:
- Charles Gordon-Lennox, 5. Duke of Richmond (1791–1860);
- Lady Mary Lennox (1792–1847), ⚭ 1820 Sir Charles Augustus FitzRoy;
- Lord John George Lennox (1793–1873), MP, ⚭ 1818 Louisa Fredericka Rodney;
- Lady Sarah Lennox (1794–1873), ⚭ 1815 General Sir Peregrine Maitland;
- Lady Georgiana Lennox (1795–1891), ⚭ 1824 William FitzGerald-de Ros, 23. Baron de Ros;
- Lord Henry Adam Lennox (1797–1812);
- Lord William Pitt Lennox (1799–1881), ⚭ 1. 1824 Mary Anne Paton, ⚭ 2. 1854 Ellen Smith, ⚭ 3. 1863 Maria Jane Molyneux;
- Lady Jane Lennox (1800–1861), ⚭ 1822 Laurence Peel;
- Lord Frederick Lennox (1801–1829);
- Lord Sussex Lennox (1802–1874), ⚭ 1828 Hon. Mary Margaret Lawless, Tochter des Valentine Lawless, 2. Baron Cloncurry;
- Lady Louisa Maddelena Lennox (1803–1900), ⚭ 1825 William Frederick Fownes Tighe;
- Lady Charlotte Lennox (1804–1831), ⚭ 1823 Maurice Berkeley, 1. Baron FitzHardinge;
- Lord Arthur Lennox (1806–1864), MP, ⚭ 1835 Adelaide Constance Campbell;
- Lady Sophia Georgina Lennox (1809–1902), ⚭ 1838 Lord Thomas Cecil, Sohn des Henry Cecil, 1. Marquess of Exeter.

## Ehrungen
Am 25. Mai 1923 ehrte die kanadische Regierung, vertreten durch den für das Historic Sites and Monuments Board of Canada zuständigen Minister, Lennox und erklärte ihn zu einer „Person von nationaler historischer Bedeutung“.
Die Stadt Richmond Hill in Ontario, Kanada, ist neben verschiedenen anderen Ortschaften nach dem Duke benannt, der 1819 dort hindurchgefahren sein soll. Der Ort Lennoxville und Richmond County in Nova Scotia tragen ebenfalls seinen Namen.